# ウェーブ (観客)

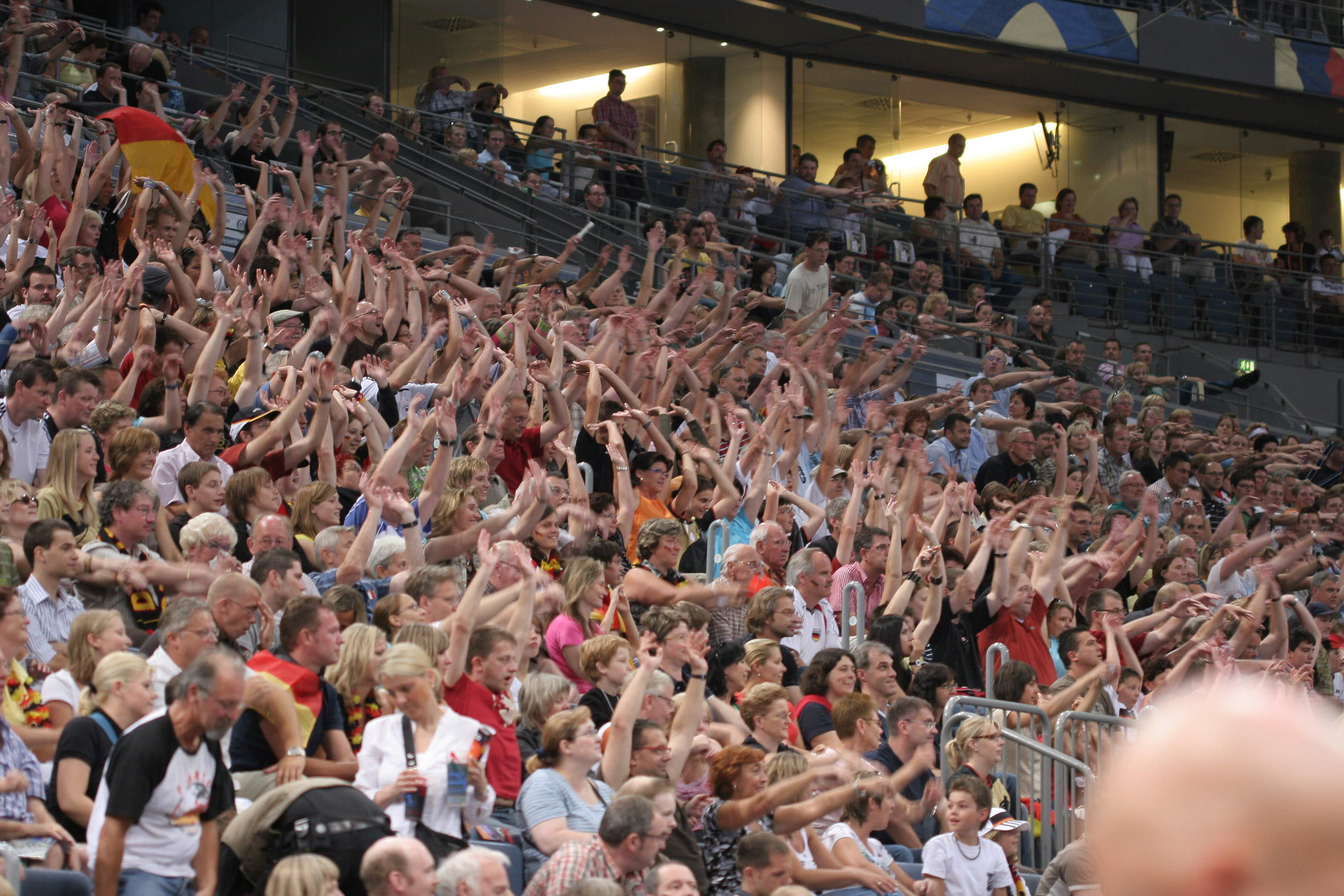
ドイツの観客によるウェーブ

ウェーブ（英語: Wave）とは、スポーツイベントなどで観客が行うパフォーマンスである。スタジアムの観客が縦列ごとに順番に空中に向かって手を広げ立ち上がってから座るという動作を行うが、この動作が周囲へと伝播し遠方から見るとスタンド全体が波打っているように見えることから呼ばれる。メキシカン・ウェーブ （英語: Mexican Wave）とも呼ばれる。
ウェーブは1980年代初頭にアメリカ合衆国で始まった現象だが、その起源については諸説あり議論の対象となっている。1980年代から1990年代にかけて世界各国の様々なスポーツ観戦の場で実践されるようになり大衆文化の一部となった。その後は一時期のような流行は沈静化しているものの、世界各国のスタジアムでこの現象を確認することが出来る。

## 歴史

### 起源

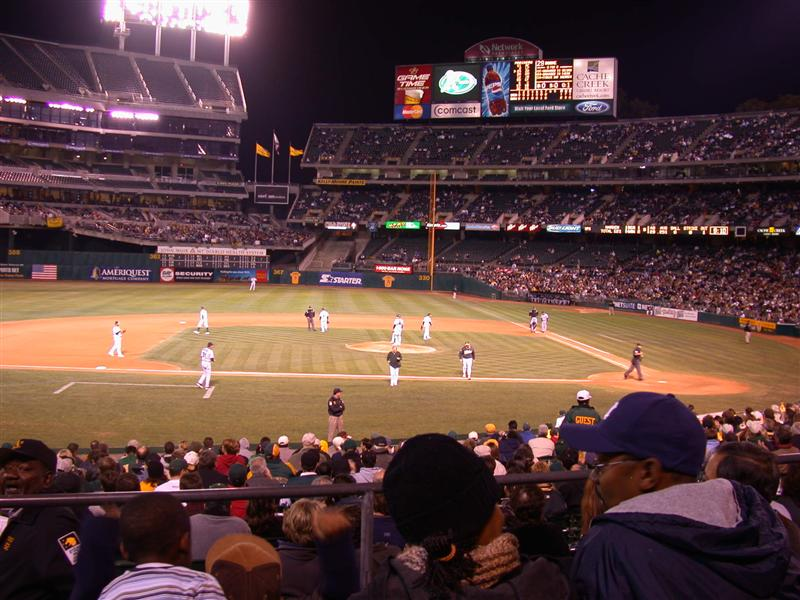
初めてウェーブが起こったとされるオークランド・アラメダ・カウンティ・コロシアム

プロフェッショナル・チアリーダーのクレイジー・ジョージ・ヘンダーソンは、1981年10月15日にオークランドで行われたアメリカンリーグのチャンピオンシップシリーズ、オークランド・アスレチックス対ニューヨーク・ヤンキース戦において、47,301人の観客を主導してウェーブを初めて実行したと主張している。ヘンダーソンの主張するウェーブはアスレチックスがヤンキースに2敗を喫して迎えた第3戦において行われた。まずスタンドにおいて最も熱狂的な群衆の位置する区域にブーイングの合唱に参加するように働きかけた後、ウェーブが実施され3回目の挑戦で初めてスタジアムを一周し4回目以降も持続的にスタジアム全体に波及した。ヘンダーソンによると1981年10月15日にオークランドで実行された1年前から観客によるウェーブの研究が始まり、観客数の少ないスポーツイベントにおいて練習を重ねていたという。また最初にウェーブが作られたのはNHLのエドモントン・オイラーズの試合でヘンダーソンがチアリーディングを務めた時のことだが、これは偶然に発生した現象なのだとしている。
一方、ワシントン大学のチアリーダーだったロブ・ウェラーは、同年10月31日にシアトルで行われたアメリカンフットボールの試合の際に実行されたのが起源だと主張している。ウェラーは同大学の学生だった1970年代にスポーツイベントのエールリーダーを務め30年後の2000年代においても同大学の最高のエールリーダーの一人と考えられているが、1981年10月の試合にはゲストチアリーダーとして招かれていたのだという。
この他にも紀元前にインディアンが行っていた狩猟方法を起源とする説、1930年代のスペインで行われた名もないイベントとする説、1960年代初頭にアメリカ合衆国で行われたパシフィック・ルーテラン大学のバスケットボールの試合とする説、1960年代にメキシコで生み出され1968年に行われたメキシコシティーオリンピックを契機に世界各国へ伝播したとする説、1973年にアメリカ合衆国で行われたインディ500レースとする説、1976年にカナダで行われたモントリオールオリンピックでのイベントや1970年代後半に北米サッカーリーグで行われたとする説、1977-78シーズンにアメリカ合衆国で行われたミシガン大学のバスケットボールの試合とする説 などが存在する。

### 世界各国での受容
1983年にアメリカ合衆国のミシガン州アナーバーにあるミシガン・スタジアムで行われたアメリカンフットボールの試合の際にミシガン大学のファンは従来のウェーブに加えて高速のパターン、低速のパターン、逆回転のパターンといった様々な種類のウェーブを実行した。
1984年にアメリカ合衆国で行われたロサンゼルスオリンピックサッカー競技は世界各国にウェーブを浸透させる契機となった。元サッカーフランス代表のジョゼ・トゥーレの証言によると同年8月11日にカリフォルニア州パサデナにあるローズボウルで行われた決勝のフランス対ブラジル戦では10万人の観客によりウェーブが行われた。
1986年6月にメキシコでサッカーの国際大会である1986 FIFAワールドカップが開催されたが、この際に観客によりウェーブが実行され世界的な注目を集めた。北米以外の地域でウェーブが実行されたのは初めてのことであり、これ以来「メキシカン・ウェーブ」 やスペイン語で波を意味するラ・オラ (La Ola) とも呼ばれるようになった。
ドイツでは1987年に行われたアイスホッケー・ブンデスリーガのESVカウフボイレン対ケルナーEC戦で初めてウェーブが実施され、この試合の後に全国へと波及した。
2008年8月23日、アメリカ合衆国テネシー州ブリストルにあるブリストル・モーター・スピードウェイで行われたNASCAR主催の自動車レースのスプリントカップ・シリーズシャーピー500において157,574人の観客によりウェーブが実施されたが、この記録はギネス世界記録として認定された。

### 日本での受容
日本では、雑誌編集者の加納正洋が、1956年6月の東京六大学野球の早慶戦において初めて実施された早稲田大学応援部のウェーブが起源であると主張している。この応援スタイルは、旗指し物を携帯した同大学応援部員の主導の下で執り行われる が、あくまでもスタジアムの一角に位置する早稲田大学の応援者に対象を限定したものであり、スタジアム全体に波及する効果はない。加納はルーツを求める中で、早稲田大学のウェーブを体験したアメリカ人留学生が自国に持ち帰り、広めたのではないかと推察している。なお、早稲田大学応援部公式サイトでは、具体的な時期は明らかとはしないが、「『ワセダウェーブ』や『サイレントモーション』といったマスゲームを応用した新しい応援テクニックの数々を創出」と紹介していた。
1989年9月13日、東京の国立霞ヶ丘競技場陸上競技場では往年のサッカー界のスター選手を招いた「ワールドカップ・マスターズ」という試合が催された。試合はジーコ、マリオ・ケンペスらを擁する南米選抜がカール＝ハインツ・ルンメニゲ、ジャンカルロ・アントニョーニらを擁する欧州選抜を3-1で下したが、この試合のハーフタイム中に4万人の観客により複数回にわたってウェーブが実施された。このウェーブについて当時のサッカー専門誌やサッカー漫画は日本初の事例として紹介した。
約1か月後の同年10月5日、横浜スタジアムでは日本プロ野球の大洋ホエールズ対読売ジャイアンツの試合において、この日に優勝が決定しそうであった巨人側応援席を中心にウェーブが起こり（ただし並行して試合が開催されていた2位広島が逆転勝ちを収めたためこの日の優勝決定はなくなった）、さらに翌6日の優勝決定試合の途中でもウェーブが起こっている。ただし、日本テレビ系列で2000年末に放送された『プロ野球20世紀最後の好珍プレー』（勇者のスタジアム・プロ野球好珍プレーの特別編）では、6日の試合で同年限りでの引退を表明していた中畑清が代打で2塁打を放った際に、プロ野球史上初のウェーブが起こったという編集にした。それを受けてか、中畑本人も、自身がプロ野球史上初のウェーブを起こしたと主張している。
しかし、実際は上記のとおり前日の試合でもウェーブが起こっており、さらに6日の試合も中畑の2つ前の打者である中尾孝義の打席の際にも、ウェーブが起こっている。
2000年代以降、日本においてウェーブは「退屈な試合内容に対する抗議」といった受容のされ方もあれば、それとは正反対に「試合が盛り上がり観客が一体感を得た際に行われる」「試合を盛り上げるパフォーマンス」「その場の雰囲気を楽しいものにしようと企図する」といった受容がされているが、ウェーブの扇動および行為自体を禁止するスタジアムもある。
2011年、九州旅客鉄道（JR九州）は九州新幹線鹿児島ルート全線開通を記念したイベント「祝!九州」を企画した。このイベントは鹿児島中央駅から博多駅までを人のウェーブでつなぎ新幹線から撮影した映像をCMにするというもので、2月20日のイベント当日には1万人以上が参加した。同年3月11日に発生した東北地方太平洋沖地震（東日本大震災）の影響によりCM放送は3日間で終了したがインターネットの動画投稿サイト「YouTube」を通じて反響が広がった。
2015年9月23日、ロックバンドのTUBEは兵庫県西宮市の阪神甲子園球場で行われたライブにおいて観客と共に「ウェーブを継続した最長時間」に挑むと、同年4月23日にポーランドで達成された15分3秒を2分以上上回る17分14秒を記録し、ギネス世界記録として認定された。
2024年5月18日、アイドルグループのももいろクローバーZはさいたまスーパーアリーナで開催されたファンクラブイベントにおいて、ペンライトを持ったファンとともに「ライトを使ったメキシカンウェーブの最長時間」の世界記録に挑んだ。本企画では5曲が歌唱される中19分41秒にわたってウェーブが続行され、この結果はギネス世界記録として認定された。

## 特徴
ハンガリーのエトヴェシュ・ロラーンド大学のヴィチェク・タマーシュらは2002年にウェーブを数理モデルとして解明した。サッカーの試合において少なくとも50,000人の観客を集めた試合を録画したビデオテープを基に、ウェーブが実施された14の事例を対象に調査が行われた。この現象は主に観客が過剰な興奮状態になく、試合内容に盛り上がりがない緊張感を欠いた時間帯に始められることが多く、波を発生させるには25人から35人の人数が必要である。
波は通常は時計回りの方向へと進行し、1秒間につき約12メートルの速度（約20座席）で移動する。また一つの波は平均すると6から12メートル（約15座席）の横幅を持つ。波は安定的に線形に近い形状を維持し、同時に起立する人数は数十人程度に限られているためスタジアムの全観客へと波及しやすい。

## 問題点と評価
オーストラリアではクリケットが人気の高いスポーツとなっているがオーストラリア・クリケット協会は2000年代に競技場内でのウェーブを禁止した。これはウェーブの行為自体が問題視されたのではなく、観客がウェーブを実施するのと同時に所持品の投げ入れが行われたり、ビールなどのアルコール飲料や尿が入ったプラスチック製コップなどの液体物が投げ入れられていたことや、物の投げ入れにより負傷者が発生していたことに対する措置だった。
2007年、イギリスのジャーナリストであるジェレミー・ウォーカーは同年7月1日にカナダのブリティッシュコロンビア州ビクトリアで行われたFIFA U-20ワールドカップの日本対スコットランド戦での観客の反応や観戦マナーについて次のように評した。
2010年、ドイツの『デア・シュピーゲル』誌はウェーブについて「観客は個々人の参加意思は自由であるにもかかわらず一旦ウェーブが発生すれば、その場から逃れることは出来ない。仮にボイコットしたとしても前の席の観客が飛び上れば視線は遮られ試合観戦に集中することは出来ないからだ。またボイコットした者はパーティを白けさせる者と見做され容赦なく批判を受ける」と紹介した。
2010年、英国放送協会 (BBC) はサッカージャーナリストのクリス・ハントの「メキシカンウェーブはやや時代遅れである」との発言や、ウェーブの創始者を名乗っているヘンダーソンやワシントン大学が2010年代において、ほとんどウェーブを実施しないことを例に挙げて「多くの人々にとってウェーブは退屈なものに感じられている」と紹介した。同じくBBCは欧米におけるウェーブの受容のされ方について「試合内容に盛り上がりを欠きピッチにおいて特筆するべき事象が何も発生していない時に、ファンが自ら購入したチケットの費用に見合うだけの対価を引き出す手段として実施される」と紹介した。